# Kig ha farz

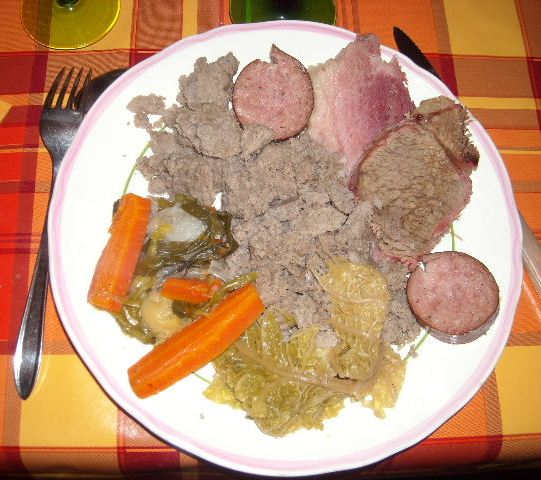
Un plato con Kig ha farz.

El kig ha farz es una especialidad gastronómica de la región francesa de Bretaña y más concretamente de la pequeña región de Léon (que se extiende de Morlaix a Brest, en la parte norte del departamento de Finisterre). 
Su nombre significa literalmente en bretón carne y relleno, lo que constituye una descripción aproximada de su contenido. Se trata de un cocido de carne y verduras (similar al pot au feu) con la peculiaridad de que se le echa una masa hecha de harina de trigo sarraceno (el mismo con que se elaboran las galettes o crêpes saladas) en un saquito de tela, para que acabe formando una masa compacta (la farz) en forma de budín y no se diluya en la sopa. Otra variante de sabor más dulce se hace con harina de trigo candeal (la que llevan las crêpes bretonas en los postres). La farz puede llevar nata o leche, y uvas o ciruelas pasas. En Bretaña se venden los saquitos de tela al uso.
Al ser un plato de origen rural y humilde, tradicionalmente sólo llevaba panceta de cerdo en salazón, pero con el tiempo se ha enriquecido con codillo de cerdo también en salazón y eventualmente carne de morcillo de buey y una salchicha especial para ser cocida. Las hortalizas suelen ser repollo, zanahorias, patatas, nabos y cebollas.
Este antiguo plato de campesinos se toma hoy en día como primer y segundo plato: primero la sopa, después las carnes y las verduras con la farz. Esta se corta en lonchas o se desmiga, regándolo todo con una salsa de mantequilla o manteca, chalotas y panceta, llamada lipig.